# T. F. O'Rahilly
Thomas Francis O'Rahilly (gaèlic irlandès Tomás Proinsias Ó Rathaile; 1883–1953) va ser un erudit irlandès de les llengües celtes, en particular en els àmbits de la lingüística diacrònica i els dialectes del gaèlic irlandès. Ell era un membre de la Reial Acadèmia d'Irlanda i va morir a Dublín el 1953.

## Biografia
Va néixer a Listowel, comtat de Kerry, Irlanda. Estudià a la Universitat Reial d'Irlanda, va ser professor d'irlandès al Trinity College de Dublín (1919-1929), i de llengües celtes al University College Cork (1929-1935), i al University College (1935-1941). Fou director de l'Escola d'Estudis Cèltics de l'Institut d'Estudis Avançats de Dublín de 1942 a 1947.
O'Rahilly era conegut per les seves teories a vegades controvertides de la història d'Irlanda. En el seu llibre Early Irish history and mythology, publicat per primer cop el 1946, O'Rahilly va desenvolupar un model de prehistòria irlandesa basat en lectures crítiques de les fonts de l'antiga literatura irlandesa, que aplega quatre onades d'invasors parlants de llengua celta. En una lectura publicada el 1942 proposà que hi havia hagut dos Sants Patricis.
Els seus punts de vista sobre el contacte de llengües i el bilingüisme van ser igualment controvertits. A Irish dialects past and present (1932) va escriure el següent sobre el manx:
| « | Des del principi de la seva carrera com a llenguatge escrit la influència de l'anglès va fer estralls en la seva sintaxi, i es pot dir sense gaire exageració que part del que s'ha imprès en manx és merament anglès disfressat amb vocabulari manx. El manx a penes mereixia viure. Quan una llengua es rendeix a l'idioma estranger, i quan tots els parlants siguin bilingües, la pena és la mort. (p. 121) | » |

Aquest punt de vista ha estat recentment qüestionat per Nicholas Williams, qui suggereix que el manx és el gaèlic pidginizat pel contacte primerenc amb els nòrdics, molt abans que es parlés l'anglès a Man.
Altres publicacions inclouen una sèrie d'antologies de poesia irlandesa publicats entre 1916 i 1927. Va fundar i va editar Gadelica: a Journal of Modern Irish studies, i edità el periòdic Celtica (1946-1950).

## Família
La seva germana Cecile O'Rahilly també fou estudiosa cèltica, i publicà edicions de les dues recopilacions del Táin Bó Cúailnge. Fou germà d'Alfred O'Rahilly també destacat erudit, President de l'University College Cork i Teachta Dála (TD) per la ciutat de Cork.